# Vasilij IV. Ruski
Vasilij Ivanovič Šujski oziroma Vasilij IV. Ruski (rusko Василий Иванович Шуйский), ruski car, * 22. september 1552, † 12. september 1612, grad Gostynin blizu Varšave.
Vasilij Šujski je bil ruski car v letih 1606–10, v obdobju zmede po smrti carja Borisa Godunova, h kateri je s svojimi spletkami veliko prispeval tudi sam.

## Rodbina Šujskih
Šujski so bili potomci Andreja Jaroslaviča Nevskega (* 1221, † 1264), mlajšega brata Aleksandra Jaroslaviča Nevskega. Kot vzporedna veja dinastije ruskih carjev so imeli veliko vlogo v zgodovini Moskovske velike kneževine, včasih kot zavezniki in drugič kot nasprotniki vladarjev. Ime so dobili po mestu Šuja, kjer so vladali od leta 1403. Bili so knezi v kneževinah Vladimir in Suzdalj.
V času carja Vasilija III. se je močno uveljavil Vasilij Vasiljevč Šujski, Nemi (* 1478, † 1538), redkobesedni carjev pribočnik; kot vojskovodja se je izkazal v bojih v Livoniji in Kazanu; postal je siva eminenca politike Vasilija III. Njegov mlajši brat Ivan Vasiljevič († 1542) je bil v času mladoletnega Ivana IV., po smrti njegove matere Helene Glinske, dejanski gospodar Rusije. Ivanov vnuk Ivan Petrovič Šujski († 1588) je uspešno branil Pskov pred napadi poljskega kralja Štefana Báthoryja. Car Ivan Grozni ga je imenoval v direktorij, ki naj bi vladal namesto slaboumnega Fjodora I. Zato je bil v napoto Borisu Godunovu, ki je Ivana Petroviča in člane širše rodbine Šujskih (z izjemo tedaj nepomembnega Vasilija, kasnejšega carja) izgnal. Ivan Petrovič je v izgnanstvu umrl, z drugimi pa se je Godunov kasneje pobotal.

## Vzpon Vasilija Šujskega na oblast
Vasilij Ivanovič Šujski je bil drugi od štirih sinov Ivana Andrejeviča Šujskega (* 1533, † 1573), vojskovodje carja Ivana Groznega. Vasilij je bil izjemno častihlepen in je ves čas deloval v slogi s svojim bratom Dimitrijem. Poznan je postal kot vodja komisije, ki je raziskovala skrivnostno smrt carjeviča Dimitrija, in (z malo verjetno ugotovitvijo, da se je sedemletni carjevič ob božjastnem napadu sam ranil) preiskavo zaključila ugodno za carja Borisa Godunova.
Februarja 1605 je Vasilij Šujski pri Dobriničih (10 km jugozahodno od Brjanska) zaustavil vojsko Lažnega Dimitrija I. Ko pa je Boris Godunov aprila 1605 nenadoma umrl, je nastopil proti Borisovemu sinu Fjodoru II. in podprl Lažnega Dimitrija, kot da gre za pravega carjeviča.
Vasilij Šujski je kasneje ob različnih priložnostih izjavil, da je bil pravi Dimitrij ubit v Ugliču in da na carskem prestolu sedi prevarant. Njegove izjave so prišle na ušesa Lažnemu Dimitriju, ki je dal Šujskega obsoditi na smrt. Ko je ta že položil glavo na rabljevo tnalo, je bila kazen spremenjena v izgnanstvo. Na poti v Sibirijo je Vasilija dohitel sel s carjevim pismom, v katerem ga je ta pomilostil glede na njegovo poreklo. Vasilij je ponovno prisegel zvestobo Lažnemu Dimitriju.
To pa Šujskega ni zaustavilo; še naprej je koval zaroto proti Lažnemu Dimitriju. Takoj po carjevi poroki s katoliško poljsko knežno Marino Minšek (maj 1606) so podkupljeni stražarji odprli vrata moskovskega kremlja. Lažni Dimitrij se je s skokom skozi okno skušal rešiti, a si je pri tem zlomil nogo in padel v roke množice, ki je do nerazpoznavnosti raztrgala njegovo telo.
Že tri dni kasneje so zarotniški bojarji in bogati trgovci proglasili Vasilija Šujskega za novega carja.

## Vladanje Vasilija Šujskega
Vasilij Šujski nikdar ni imel na svoji strani vse Rusije. Brez podpore večine bojarjev, brez državnega denarja, ki je vsega zapravil Lažni Dimitrij, se je skušal opreti na cerkev. Zamenjal je patriarha Ignatija s starim in carju pokornim Hermogenom. Iz groba v Ugliču je dal prenesti truplo carjeviča Dimitrija v moskovsko katedralo, da bi s tem usmeril pozornost ljudstva k pravemu carjeviču Dimitriju.
Vendar to ni pomagalo. Zlasti prebivalci južnih ruskih dežel niso verjeli, da je (Lažni) Dimitrij resnično mrtev. Donski kozaki so se uprli; razbili so vojsko, ki jo je proti njim poslal novi car. Pridružili so se jim še kmetje pod vodstvom Ivana Isajeviča Bolotnikova. Tako heterogena vojska upornikov se je utaborila v utrjeni Tuli, kjer se je začela krhati in se oktobra 1607 končno predala. Šujski je v proslavitev zmage ukazal v Moskvi tridnevno zvonjenje.
Že spomladi 1608 pa se je moral soočiti z novo sovražno vojsko, odlično izurjenimi enotami huzarjev, ki so prihajali iz Poljske v podporo Lažnemu Dimitriju II., ki se je med tem pojavil v Starodubu. Aprila 1608 so Poljaki pri Bolhovu porazili carjevo vojsko. Čeprav ruske vojske ni bilo več, pa se Poljakom ni mudilo. Utaborili so se v vasi Tušino, 20 km pred Moskvo in 17 mesecev plenili okrog Moskve in čakali, da se mesto zaradi lakote preda samo. Tušinski tabor se je začel spreminjati v drugo prestolnico. Mnogi bojarji so prehajali iz ene na drugo stran in nazaj, imenovali so jih pereljoti. Dimitrij je ustanovil svojo vlado in za patriarha Rusije imenoval nekdanjega rostovskega metropolita Filareta.
Ker je Dimitrijeva vojska obvladovala tudi del severne Rusije, je Vasilij Šujski zaprosil za pomoč švedskega kralja Karla IX. in v zameno za nekatera ruska ozemlja dobil denar in vojaške enote. Marca 1608 je švedska vojska, ki sta jo vodila švedski general Jakob De la Gardie in ruski vojskovodja Mihael Vasiljevič Skopin-Šujski, Vasilijev bratranec, zavzela Novgorod in napredovala v Moskvo. Ljubosumni car je popularnega Skopina oddaljil od vojske; dva meseca kasneje je štiriindvajsetletni Skopin po kosilu pri carju nenadoma umrl.
Švedska intervencija je vzpodbudila poljskega kralja Sigismunda III. (ki je že bil v vojni s Švedi), da je napovedal Moskovski kneževini vojno z namenom, da bi združil Poljsko in Rusijo pod svojo oblastjo. Koncem septembra 1609 je začel oblegati Smolensk. Od Poljakov v Tušinu je zahteval, da se mu pridružijo. Lažni Dimitrij je tako ostal brez vojske in se je umaknil v Kalugo; Vasilij Šujski je tušinskim Rusom obljubil amnestijo.
Da bi rešil oblegani Smolensk, ki ga je uspešno branil nepoznani Mihael Švejn, je Vasilij Šujski zbral vojsko kakih 60.000 mož in ji na čelo postavil svojega brata Dimitrija. Veliko rusko vojsko je julija 1610 pri vasi Klušino premagal slavni poljski hetman Žolkjevski (* 1547, † 1620) s samo 5.000 možmi in dvema topovoma. S tem ruske vojske ni bilo več.
V trenutku, ko je v Moskvo prispela novica o porazu, je v mestu izbruhnil upor. Razjarjeni bojarji so za poraz okrivili Vasilija Šujskega. Prisilili so ga, da je kot car odstopil in vstopil v samostan. Rusija je bila spet brez carja.

## Potem
Poljaki so, potem ko so zavzeli Moskvo, v samostanu našli Vasilija Šujskega in ga oktobra 1611 skupaj z bratoma Dimitrijem in Ivanom odpeljali v Varšavo. Vasilij in kmalu za njim Dimitrij sta v zaporu leta 1612 umrla. Ivan se je smel vrniti v Rusijo.
Agonija Rusije pa se je nadaljevala do nenadnega preobrata leta 1612 in legalne izvolitve prvega carja iz dinastije Romanovih, Mihaela Fjodoroviča Romanova, leta 1613.
Romanovi so Vasilija Šujskega posthumno priznali za legalnega ruskega carja. Njegove posmrtne ostanke so leta 1635 pripeljali v Rusijo in jih pokopali v Arhangelski katedrali v Kremlju.